# Daryl Andrews
Daryl Andrews (* 27. April 1977 in Campbell River, British Columbia) ist ein kanadischer Eishockeyspieler, der zuletzt bei SønderjyskE Ishockey in der Metal Ligaen unter Vertrag stand.

## Karriere
Der 1,90 m große und 93 kg schwere Linksschütze wurde während des NHL Entry Draft 1996 in der siebten Runde an insgesamt 173. Stelle von den Verantwortlichen der New Jersey Devils ausgewählt. Seine ersten Spiele bestritt er für die Western Michigan University in der NCAA. Im Jahr 1999 wechselte er zu den Albany River Rats in die American Hockey League.
Ab 2004 setzte er seine Karriere in Europa fort. In der Saison 2004/05 spielte er bei den Sheffield Steelers in England. Die Saison 2005/06 begann er in Deutschland bei den Lausitzer Füchsen, wechselte aber im Dezember 2005 zu SønderjyskE Ishockey in die dänische Liga. Anschließend stand er in der  Saison 2007/08 bei den Krefeld Pinguine in der DEL unter Vertrag, ehe er zu SønderjyskE zurückkehrte.
Mit SønderjyskE gewann er fünf Mal die Dänischer Meister und drei Mal den dänischen Pokalwettbewerb.

## Erfolge und Auszeichnungen
| - 1997 All-Rookie-Team und Rookie of the Year der CCHA - 2006 Dänischer Meister mit SønderjyskE Ishockey - 2009 Dänischer Meister mit SønderjyskE Ishockey - 2010 Dänischer Pokalsieger mit SønderjyskE Ishockey - 2010 Dänischer Meister mit SønderjyskE Ishockey | - 2011 Dänischer Pokalsieger mit SønderjyskE Ishockey - 2013 Dänischer Pokalsieger mit SønderjyskE Ishockey - 2013 Dänischer Meister mit SønderjyskE Ishockey - 2014 Dänischer Meister mit SønderjyskE Ishockey |